# Большие Рогатки
Больши́е Рога́тки — деревня в Опочецком районе Псковской области России.
Входит в состав Варыгинской волости.

## География
Расположена в 7 км к западу от центра города Опочка.

## Население
| 2001 | 2002 | 2010 | 2013 | 2014 | 2015 | 2016 |
| ---- | ---- | ---- | ---- | ---- | ---- | ---- |
| 73   | ↘60  | ↘41  | ↗54  | →54  | →54  | ↘53  |

Численность населения по состоянию на начало 2001 года составляла 73 жителя.